# 派蒙 (原神)
派蒙是米哈游开发的网络游戏《原神》中出现的非玩家角色，是游戏的标志性元素。派蒙在游戏中是游戏主角“旅行者”的向导。该角色的汉语配音是多多poi，日语配音是古賀葵，韩语配音是金佳泠，英语配音暂不明确。该角色于2019年《原神》第一次内测时首次出现，后于2020年正式亮相。
派蒙得到了评论者和游戏玩家的褒贬不一的回应与评价，有些人喜欢她在给其他角色起外号时的对话，但也有人批评她作为玩家向导的角色。《原神》中的剧情对话多次将派蒙称呼为“应急食品”，这一调侃称呼成为网络游戏讨论社区中的互联网迷因。也有人质疑该角色的性质，将她与米哈游此前开发的游戏作品中的角色进行比较。

## 创作与设计
派蒙的外貌与精灵相像，其动作状态比较像飞来飞去的蹒跚学步的孩子。派蒙角色的外观配色主要为白色和金色，衣服上有倒置三角形Triquetra符号，她的左腿穿有特殊的长袜，而袖子形状的设计与《原神》的汉字标识中的“神”字部分笔画的形状很相似，这也象征着派蒙是游戏中的执政官，代表游戏中的神。角色的头部上方有发夹和带有星系图案的斗篷。Triquetra符号是在整个《原神》游戏世界中的常见符号，但该符号只在派蒙的衣服上是倒置的。
派蒙是游戏主角“旅行者”的向导。派蒙最初于2019年米哈游发布的内测宣传片中亮相，2020年正式亮相。游戏研发过程中，开发团队对该角色的性格、特点、动作等多次调整，开发用时较久。开发团队认为该角色将会受到玩家的欢迎，派蒙也确实成为了《原神》的吉祥物。该角色的名字源自所羅門七十二柱魔神里的“派蒙”。
在游戏中，英语配音的派蒙以第三人称称呼旅行者（玩家），对话高亢，这引来了一些游戏评测者的批评。

## 作品中表现
游戏开始时，派蒙落水后被旅行者所救，成为旅行者的向导。派蒙通常是推进故事的关键。由于剧情对话中玩家仅有文字选项，且旅行者很少发出声音，派蒙经常代为表达旅行者的立场、发展剧情对话，或促使玩家行动、進行任務。派蒙出现在游戏图标、系统菜单和几乎所有剧情中 ，玩家升级、养成、祈愿等，都需要与派蒙或其相关菜单交互。一般情况下，派蒙只会在玩家操控角色完成某些游戏任务、打开游戏菜单、走出地图边界、突破高度限制时，出现在旅行者身边。
除了她是精灵这一事实之外，关于该角色的其他信息目前尚不明朗。游戏中的“占星术士”莫娜在为派蒙占卜时失败。部分玩家和媒体根据派蒙的名称由来、服饰和特殊能力等因素，对派蒙的身份和能力做出了讨论。虽然部分玩家对派蒙的身份和立场做出了质疑，但有媒體總結派蒙在游戏中的表现是愚蠢可爱而非邪恶。劇情中，旅行者有时戏称派蒙为“应急食品”，例如與安柏對話的一幕中，玩家可以選擇將派蒙稱為“应急食品”，而這個用語已經成為網路迷因。
在游戏剧情中，派蒙喜欢给某些角色起外号，比如温迪会被她称作“卖唱的”，迪卢克会被她称作“正义人”。
在其他社交媒体的涉及《原神》的官方游戏宣传中，米哈游官方开发人员经常将派蒙作为游戏代言人，在部分场合回应游戏开发的一些问题。在《原神》游戏中，多数由官方向玩家发布的电子邮件消息的寄件人信息均以派蒙的英文“P.A.I.M.O.N”署名。
作为《原神》的代表性角色之一，《原神》的广告和线下联动活动中常有其形象登场。
在原神开发者米哈游制作的原神主题HTML5网页小游戏中也经常存在派蒙的形象。

## 影响与评价

### 流行文化
派蒙作为《原神》的吉祥物，频繁出现在《原神》游戏的宣传中，而且，派蒙也作为《原神》游戏的程序LOGO。
在游戏剧情设定中，“旅行者”有时称呼派蒙为“应急食品”，这也使得不少玩家喜欢用“应急食品”称呼派蒙。有游戏资讯编辑者认为，派蒙说话比较疯狂而又古灵精巧，有时很质疑某些角色的能力，直到角色展示出自己的隐藏技能。也有玩家根据部分内容推断，派蒙是《原神》中真正的反派，甚至有人猜测派蒙是“天理的维系者”变小的样子。
在剧情中，派蒙的多个对话凸显了其人设和性格，被二次创作，部分成为了网络迷因。

### 联动
米哈游利用“派蒙”形象在各个领域做出了联动和宣传。
2021年，《原神》与《崩坏3》游戏进行联动期间，该角色作为《崩坏3》的非玩家角色。另外，在联动活动期间，《崩坏3》出现了“派蒙徽章”。
2022年3月2日，电脑硬件厂商雷蛇计划发售与《原神》联动的多款电脑外设产品，其中包括印有派蒙图案的鼠标垫。
2022年9月10日，高德地图与原神联动，推出派蒙导航语音包，可用于高德地图导航。
2022年9月，在《原神》2周年前后，米哈游举办了名为“巨型派蒙的全球无尽之旅”（"Giant Paimon's Global Endless Journey"）的活动，带有派蒙38米高的巨型充气人偶的水面移动平台从伦敦到新加坡举行环球巡演。该水面平台在2022年10月2日出现在英国泰晤士河的河面上，引起当地网民反响，也使得派蒙冲上了推特热搜，得到好评。2022年10月14日至20日期间，该水面移动平台又出现在新加坡圣淘沙的巴拉望海滩附近的水面上。活动举行期间，在充气站与该充气人偶相见的玩家有机会获得商品奖励，在TikTok上发布相关视频的用户亦有机会获得游戏奖励。

### 评价
派蒙作为《原神》的知名角色之一，获得了正面和负面评价。对于派蒙愚蠢可爱的形象，部分玩家和媒体对派蒙发表了正面评价，进行了二次创作和其他“派蒙”形象的3D模型制作。部分媒体和杂志的编辑者或评论者认为，派蒙是《原神》里极其烦人的角色。其负面评价主要围绕其英文配音展开。
PC Gamer的评论者James Davenport批评了派蒙作为玩家向导的角色。他指出，派蒙是《原神》在《塞尔达传说 时之笛》中实践一种“失败的传统”，玩家不需要被告知他们已经知道的事情。他还批评派蒙（的英文配音）的对话高亢，用第三人称称呼自己。Kotaku的华裔编辑姜思琪也表达了类似的观点，她指出，派蒙（的英文配音）以第三人称称呼玩家自己，这也导致她将《原神》中的角色配音语言设置为汉语。Kotaku的另一位编辑内森·格雷森对派蒙的看法也存在分歧，他喜欢派蒙在游戏过程中的对话，并形容这个角色在表述胡乱的言论。然而，内森·格雷森在游戏发布初期就把派蒙描述成一个令人讨厌的人，将她比作《塞尔达传说 时之笛》中纳维（Navi）的“更糟糕”版本。他将自己对派蒙的看法总结为，派蒙“令人讨厌”，但有一种“后天习得的味道”。Screen Rant的编辑Austin King与内森·格雷森有着相似的看法，他也将派蒙比作《塞尔达传说 时之笛》的纳维（Navi），但对她的对话和幽默感持积极态度。他进一步表示，派蒙是《原神》中最令人难忘的角色，“只是可能不是完全有充分的理由”。英国游戏杂志《Play》的一位编辑对这一角色持积极态度，他表示，在游玩几个小时《原神》之后，他们“无法想象（派蒙）和其他人一起旅行”。
在Vice传媒所属Waypoint博客中，博客主播为派蒙这一角色辩护，称玩家和派蒙之间的玩笑“非常有趣”，亦指出派蒙替玩家发言的做法，弥补了玩家本身无法说话而互动不足的遗憾，是十分投机取巧的好办法。据说，此前有《原神》玩家在该博客中提出“我什么时候能杀死派蒙？”的疑问评论，其中一位玩家在博客中评论称，派蒙与电影《遗传厄运》中的角色同名，也是《所罗门的小钥匙》中恶魔之一的名字。Waypoint博客的主播后来在博客中开玩笑地表示，派蒙实际上是邪恶的人，会成为游戏的最终BOSS，并且会杀死所有人。Kotaku的编辑内森·格雷森对此表示，派蒙的行为方式“只能用可疑来形容”，并指出游戏开始时的玩家任务是派蒙强烈渴望一把不存在的剑。格雷森还指出，一些玩家在猜测派蒙是否是《原神》的真正反派。2023年4月，据 GamesRadar+ 报道，米哈游开发的另一款游戏《崩坏：星穹铁道》的众多玩家基于《崩坏：星穹铁道》缺少类似于派蒙的角色之缘故，认为《崩铁》的角色和剧情比《原神》更好。
随着“应急食品”这一幽默的称呼也在各大游戏网络讨论社区流传，派蒙的外号“应急食品”这一称呼成为了互联网迷因。对于派蒙的“应急食品”外号，Kotaku的编辑内森·格雷森表示，派蒙第一次被称为“应急食品”是“很正常却也很有趣的情况”，这一点颠覆了他对游戏的预期，他预计游戏内容会变得更严肃。他还表示，大多数涉及派蒙这一角色的同人作品通常与应急食品迷因有关。虽然他发现这些迷因大多很有趣，但他指出，由于派蒙的外貌如同孩子一般，部分关于派蒙的的表情包“令人不适”。Screen Rant的编辑克尔斯滕·凯里（Kirsten Carey）指出，“应急食品”实际上已经成为派蒙在网络讨论中的昵称，并认为这些迷因是网络讨论对无法使角色安静下来而表明“挫败感”的方式。
2021年8月，HOBBY Watch发布了一系列手办，这些手办将派蒙与食物合为一体，例如派蒙被卷成意大利面。这些手办所涉及的食物外型也与《原神》中玩家可自主烹饪的部分食物较为相似。